# 제15회 아시안 필름 어워즈
제15회 아시안 필름 어워즈는 2021년 10월 8일에 열린 시상식이다.

## 수상 및 후보

### 최우수작품상
- 스파이의 아내 - 구로사와 기요시 수상
- 원 세컨드 - 장이머우
- 자산어보 - 이준익
- 수업시대 - 차이타니아 탐하네
- 우연과 상상 - 하마구치 류스케

### 최우수감독상
- 원 세컨드 - 장이머우 수상
- 자산어보 - 이준익
- 우연과 상상 - 하마구치 류스케
- 스파이의 아내 - 구로사와 기요시
- 노랑 고양이 - 아딜칸 에르자노프

### 남우주연상
- 소리도 없이 - 유아인 수상
- 친애하는 세입자 - 막자의
- 림보 - 임가동
- 원 세컨드 - 장역
- 멋진 세계 - 야쿠쇼 코지

### 여우주연상
- 스파이의 아내 - 아오이 유우 수상
- 고독의 맛 - 진숙방
- 내가 날 부를 때 - 장쯔펑
- 콜 - 전종서
- 울볼신 - 아셀 사드바카소바

### 신인상
- 원 세컨드 - 류 하오춘 수상
- 혼자 사는 사람들 - 공승연
- 미드나잇 스완 - 핫토리 미사키
- 태양의 아이들 - 루홀라 자마니
- 침묵의 숲 - 진연비

### 남우조연상
- 침묵의 숲 - 김현빈 수상
- 공작조: 현애지상 - 여애뢰
- 다만 악에서 구하소서 - 박정민
- 드리프팅 - 사군호
- 죄의 목소리 - 우노 쇼헤이

### 여우조연상
- 트루 마더스 - 마키타 아쥬 수상
- 공작조: 현애지상 - 진해로
- 드리프팅 - 이려진
- 고독의 맛 - 잉-슈안 쉐이
- 세자매 - 장윤주

### 최우수 각본상
- 수업시대 - 차이타니아 탐하네 수상
- 마이 미씽 발렌타인 - 진옥훈
- 내가 날 부를 때 - 유사오잉
- 소리도 없이 - 홍의정

### 최우수 촬영상
- 더 웨이스트랜드 - 마수드 아미니 티라니 수상
- 애니 크라이베이비스 어라운드? - 츠키나가 유타
- 공작조: 현애지상 - 자오 샤오딩
- 다만 악에서 구하소서 - 홍경표
- 림보 - 정조강
- 노랑 고양이 - 예르킨벡 프티라리예프

### 최우수 제작디자인상
- 림보 - 맥국강 수상
- 척살소설가 - 리먀오
- 라비린스 - 고쿨다스
- 자산어보 - 이재성
- 스파이의 아내 - 아타카 노리후미

### 최우수 작곡상
- 댄스스트리트 - 대 위 수상
- 공작조: 현애지상 - 조영욱
- 다만 악에서 구하소서 - 모그
- 원 세컨드 - 노자

### 최우수 음향상
- 림보 - 노파와트 리키퉝 수상
- 애니 크라이베이비스 어라운드? - 히로나카 치요리
- 라비린스 - 렌가나스 라비
- 승리호 - 최태영
- 800 - 푸강

### 최우수 편집상
- 공작조: 현애지상 - 이영일 수상
- 다만 악에서 구하소서 - 김형주
- 마이 미씽 발렌타인 - 뇌수웅
- 태양의 아이들 - 하산 하산두스트
- 트루 마더스 - 티나 바즈 외 1명

### 최우수 시각효과상
- 승리호 - 정성진 외 1명 수상
- 척살소설가 - 에릭 쉬 외 1명
- 마이 미씽 발렌타인 - 토미 쿠오
- 나는 나대로 혼자서 간다 - 오다 이세이
- 800 - 팀 크로스비 외 1명

### 최우수 의상상
- 스파이의 아내 - 코케츠 하루키 수상
- 공작조: 현애지상 - 첸 민정
- 승리호 - 곽정애 외 1명
- 자산어보 - 심현섭
- 노랑 고양이 - 예르맥 우테게노프

### 최우수 신인감독상
- 소리도 없이 - 홍의정 수상
- 유코의 평형추 - 유지로 하루모토
- 페블스 - 비노스래지 P.S.
- 내가 날 부를 때 - 인뤄신
- 희미한 여름 - 한슈아이
- 더 웨이스트랜드 - 아마드 바라미

### 아시안 영화인상
- 이병헌 수상

### 최고 흥행한 아시아영화상
- 극장판 귀멸의 칼날: 무한열차편 - 소토자키 하루오 수상